# Florence (Carolina del Sur)
Florence es una ciudad ubicada en el condado de Florence en el estado estadounidense de Carolina del Sur. Parte de la ciudad pertenece al Condado de Darlington.
En la ciudad se encuentra el centro comercial Magnolia Mall, una sala multipropósito, el Florence Civic Center y una biblioteca de gran tamaño. Florence pertenece al Mc Leod Health Center, lo que le hace un centro médico de importancia. La ciudad está conectado con las Interstate Highways I-95 y la I-20. También hay un aeropuerto en las cercanías, el Florence Regional Airport en el que prestan servicio las aerolíneas Delta Air Lines y US Airways.

## Historia
El 11 de marzo de 1958, un Boeing B-47 de la USAF de la Hunter Air Force Base en Georgia dejó caer por error una bomba atómica sin armar desde 4500 m de altura. La bomba destrozó una casa en Florence e hirió a cinco habitantes. (Véase Explosión en Mars Bluff).

## Geografía

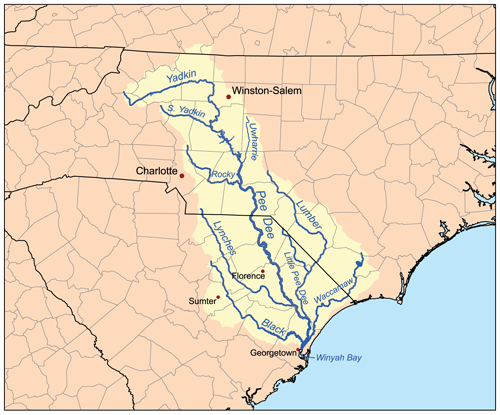
Ubicación de Florence en mapa de la cuenca del río Pee Dee

Florence se extiende en una superficie de 45,9 km² y tiene una densidad de von 659,8 hab/km². Según el censo de 2000 la ciudad tiene una población de 30 248 habitantes. El principal río de Florence es el Jeffries Creek, un afluente del río Pee Dee.

## Educación
En la ciudad hay 3 institutos que pertenecen al distrito educacional de Florence School District One: West Florence High School, South Florence High School y Wilson High School.
También hay centros de enseñanza secundaria: Junior High School, Middle School, Sneed Middle School, Southside Middle School y Williams Middle School, así como 13 centros de enseñanza primaria y una escuela privada.
En las cercanías se encuentra la Francis Marion University y Florence Darlingon Tech College. También se encuentran cerca Coker College en Hartsville y Coastal Carolina University en Conway.

## Personas célebres
- Buddy Baker, piloto de NASCAR.
- Taft Jordan, trompetista de jazz
- Steve Windom, político, vicegobernador de Alabama y senador
- James E. Williams, indio cheroqui y contramaestre de la Armada de los Estados Unidos.